# Cravaté liégeois
Le cravaté liégeois (luikse meeuw, en flamand) est une race de pigeon domestique originaire de Belgique. Elle est classée dans la catégorie des pigeons cravatés.

## Histoire
Cette race de pigeon cravaté, c'est-à-dire présentant un fin jabot de plumes, était autrefois désignée sous le nom de « pigeon liégeois ». Elle serait issue d'un cravaté français modifié après sélection dans la première moitié du XIXe siècle. Le cravaté liégeois a été utilisé après 1850 comme pigeon de course.

## Description
Il s'agit d'un pigeon de taille moyenne (400 grammes) à la tête arrondie (sans huppe) et forte dont le front est busqué. Son bec rosé n'excède pas 22  millimètres. Il présente une cravate (jabot) de plumes sur la gorge. Sa poitrine est large et son dos peu incliné. Ses tarses sont rouges et lisses.
Il existe diverses variétés de coloris de plumage sur les ailes (bouclier) : variété unicolore (en noir, dun, brun, rouge, jaune, bleu, argenté), variété barrée (en rouge cendré, jaune cendré, brun, bleu, argenté), variété écaillée (en rouge cendré, jaune cendré, brun, bleu, argenté), variété barrée blanc (en noir, jaune, rouge, bleu, brun), variété liserée (en noir, jaune, rouge, bleu, brun). Les sept rémiges externes primaires sont blanches, ainsi que le reste du corps.